# Україна. Антологія пам'яток державотворення X—XX ст.
«Україна. Антологія пам'яток державотворення X—XX ст.» — десятитомний добірка суспільно–політичних документів і художніх творів, що охоплює тисячолітній переріод від доби Київської Русі до сучасної України. 
Видана видавництвом Соломії Павличко «Основи» у 2008—2009 роках за сприяння фонду Леоніда Кучми «Україна» під патронатом Української всесвітньої координаційної ради.
Наклад — 1000 примірників.

## Перелік томів
| №  | Назва                                                                                             | Упорядкування, передмова та примітки | Рік  | К-ть сторінок | ISBN                   |
| -- | ------------------------------------------------------------------------------------------------- | ------------------------------------ | ---- | ------------- | ---------------------- |
| 1  | Києворуська держава: суспільно-політична і художня спадщина доби Середньовіччя (X-XIII ст.)       | О. Сліпушко                          | 2009 | 440           | ISBN 978-966-500-291-8 |
| 2  | Ренесанс ідеї української державності (XIV-XVI ст.)                                               | В. Литвинов                          | 2008 | 616           | ISBN 978-966-500-292-5 |
| 3  | Битва за Козацьку державу (XVII ст.)                                                              | В. Шевчук                            | 2008 | 496           | ISBN 978-966-500-293-2 |
| 4  | Спроба реанімації Козацької держави (XVIII ст.)                                                   | В. Шевчук                            | 2008 | 528           | ISBN 978-966-500-294-9 |
| 5  | Романтики національного відродження (1800-1863 роки)                                              | І. Дзюба                             | 2009 | 800           | ISBN 978-966-500-295-6 |
| 6  | Змагання за українську ідею (від 60-х років до кінця XIX ст.)                                     | О. Сліпушко                          | 2008 | 512           | ISBN 978-966-500-296-3 |
| 7  | Відродження української державності (XIX-XX ст.)                                                  | Д. Павличко                          | 2008 | 704           | ISBN 978-966-500-297-0 |
| 8  | Розстріляне відродження України (1920-ті — 1930-ті роки)                                          | Р. Мовчан                            | 2009 | 776           | ISBN 978-966-500-298-7 |
| 9  | Час випробувань. Консолідація національно-патріотичних сил (1939 рік — початок 80-х років XX ст.) | Ю. Сливка                            | 2009 | 734           | ISBN 978-966-500-299-4 |
| 10 | Відродження й утвердження української державності (1987—2005 роки)                                | В. Сергійчук                         | 2009 | 672           | ISBN 978-966-500-300-7 |

## Опис томів[3]

### Том 1
Том перший містить визначальні суспільно-політичні та художні пам'ятки доби Києворуської держави (X—XIII століття), які репрезентують зародження і становлення державного і літературного мислення в епоху Середньовіччя. Доба представлена трьома періодами, сутність кожного з яких визначається глибоким зв'язком між державним життям, розвитком політичної думки і ґенезою художньої творчості. Перший період — епоха Раннього християнського Середньовіччя, коли було створено «Руську правду», літопис «Повість врем'яних літ». Другий період — Епоха Високого християнського Середньовіччя — репрезентований, зокрема, творами Володимира Мономаха, «Словом о полку Ігоревім». Третій період представляють Києво-Печерський патерик, Галицько-Волинський літопис, «Слово про погибель Руської землі» та ін.

### Том 2
У другому томі подано зібрання найпомітніших з відомих пам'яток української культури XIV—XIV ст., в яких наявні елементи державницького характеру, що засвідчують процеси та вияв національного усвідомлення тогочасної української еліти; меншою чи більшою мірою простежуються роздуми українців про суть та природу держави і правителя в ній. Роздуми над історичними шляхами своєї вітчизни — України-Русі свідчать про високий політико-державницький рівень мислення діячів української культури того часу. 

### Том 3
У третьому томі видання через добірку історичних документів та художніх творів, які є відгуком чи описом реальних подій, показано рух української національної ідеї за Козацької держави у трьох періодах: під час становлення в XVI — першій половині XVII ст., утвердження після Визвольної війни Богдана Хмельницького і в час повстання Івана Мазепи. Подано й найважливіші союзницькі та правові укладення гетьманів із сусідніми володарями. 

### Том 4
У четвертому томі через добірку історичних документів та художніх творів простежується рух української національної ідеї за Козацької держави в часи, коли нашим предкам доводилося боротися не так за будівництво свого державного дому, як за збереження попередніх здобутків. Це тривало аж до падіння гетьманату та держави, її національних, політичних та духовних структур. 

### Том 5
У п'ятому томі подано матеріали, що показують розвиток української ідеї за складних умов посилення імперського гніту і водночас впливу на українське суспільство європейського романтичного духу і загальнослов'янського відродження, коли мовно-культурні потреби набирали політичної ваги та змісту. В середині XIX ст. поняття «Україна» набирає сучасного значення. Подано також деякі матеріали, що показують історичний контекст процесів національного самоусвідомлення в Україні.

### Том 6
Шостий том видання містить праці суспільно-політичного характеру та найяскравіші художні твори періоду від 60-х років і до кінця XIX ст. Пам'ятки підібрані таким чином, аби представити розвиток і рух української національної ідеї цього часу, показати, як визрівала державницька ідея. Домінуючою тезою доби стала боротьба за національну ідею, утвердження її в різних галузях життя.

### Том 7
Сьомий том видання містить документи, що висвітлюють один із найважливіших періодів становлення Української держави. Короткий історичний проміжок вмістив: відновлення української державності з 1893 по 1917 рік, війну 1914—1917 років, правління Української Центральної Ради, Гетьманат, Директорію та проголошення Західноукраїнської Народної Республіки. Цей найдраматичніший період української історії вдало проілюстрували відомі письменники та поети, лейтмотивом їх творів стала людська доля періоду різких історичних змін.

### Том 8
У восьмому томі видання подано документальні матеріали й художні твори одного з найяскравіших і водночас найтрагічніших періодів історії України — 1920—1930 років, відомих в інтелектуальній гуманітаристиці як «червоний ренесанс» або «розстріляне відродження». Ці важливі документи різнобічно висвітлюють неоднозначні й складні процеси українського державотворення в добу утвердження соціалістичного тоталітарного режиму, особливості тодішнього національного самоусвідомлення, ролі інтелігенції в спробі реалізації ідеї самостійної й незалежної Української держави.

### Том 9
У дев'ятому томі публікуються документи і матеріали, які відтворюють винятково важливий етап боротьби за державну незалежність і соборність України 1940-х — 1980-х років: героїчний подвиг українського народу в період Другої світової війни, складні внутрішні і зовнішньополітичні обставини зародження і розвитку руху опору тоталітарному репресивно-шовіністичному режимові, програмні засади його учасників, роль творчої інтелігенції в боротьбі за державну самостійність України. 

### Том 10
У десятому томі публікуються документи і матеріали, що висвітлюють події, пов'язані з посиленням українського національно-визвольного руху з другої половини 1980-х років, відродженням незалежної Української держави 1991 і стратегією й тактикою її розбудови. Акцентується увага на внутрішній і зовнішній політиці України, переосмисленні її керманичами власного місця в цих процесах.